# Corps des Mines
Het Corps des Mines (in het Nederlands "mijnbouwcorps") is het belangrijkste van de grote technische corpora van de  Franse staat. Het is gevormd uit de Staatingenieurs van de mijnen. Het korps is verbonden aan het Franse ministerie dat de leiding heeft over de industrie.
Mensen die tot het Corps des Mines worden toegelaten, moeten zijn opgeleid aan de École nationale superieure des Mines de Paris, waar zij een speciaal curriculum volgen dat zich onderscheidt van de gewone studenten. De meeste van hen zijn afkomstig van de École Polytechnique; deze studenten staan bekend als X-Mines, andere studenten komen van de École normale supérieure (ENS-Mines) of volgen het reguliere curriculum van de École nationale superieure des Mines de Paris.
Veel leidinggevende posities in de Franse industrie zijn in handen van ingenieurs van het Corps des Mines .

## Voormalige leden van het corps
De onderstaande personen hebben deeluitgemaakt van het Corps de Mines:
- Armand Dufrénoy, negentiende-eeuws geoloog.
- Henri Poincaré, negentiende-eeuws wiskundige en natuurkundige.
- Charles de Freycinet, eerste minister van Frankrijk aan het einde van de 19e eeuw
- Conrad Schlumberger, samen met zijn broer Marcel oprichter van de Société de Prospection Electrique, later hernoemd naar Schlumberger
- Paul Lévy, vroeg-20e-eeuws wiskundige
- Noël Forgeard, voormalig CEO van Airbus en EADS
- Jean-Martin Folz, voormalig CEO van PSA Peugeot Citroën
- Francis Mer, voormalig CEO van Usinor en voormalig Frans Minister van Financiën
- Anne Lauvergeon, voormalig van Areva
- Thierry Desmarest, voormalig CEO van Total
- Jean-Louis Beffa, CEO van Saint-Gobain